# Luigi della Bassa Lorena
Luigi (Orléans, 991 – dopo il 993) fu pretendente al trono di Francia, dal 991/2 fino alla sua morte.

## Origine
Secondo la Hugonis Floriacensis, Historia Francorum Senonensis, era il figlio maschio secondogenito del Duca della Bassa Lorena (Lotaringia) e pretendente al trono di Francia, Carlo I di Lorena e di Adelaide, figlia di Roberto di Vermandois, Conte di Meaux e di Troyes, come indirettamente confermano sua il Chronico Richardi Pictavensis, che la Hugonis Floriacensis, Historia Francorum Senonensis (entrambe le cronache citano la moglie di Carlo come la figlia del Conte di Troyes, Erberto II di Troyes, ma secondo lo storico francese Christian Settipani, dato che il matrimonio con Carlo è datato 970 circa, il padre della sposa non può essere Erberto, nato nel 950 circa, ma Roberto, anche lui Conte di Troyes e padre di Erberto); alcuni storici, facendo riferimento al discorso dell'arcivescovo di Reims Adalberone, a Senlis, nel 987, ritengono che, in quell'anno, Carlo avesse contratto un secondo matrimonio con una donna di rango inferiore alla contessina di Troyes (Adalberone di Reims aveva attaccato Carlo, Duca della Bassa Lorena o Lotaringia, quindi vassallo del re di Germania, Ottone II, perché al servizio di un re straniero e perché aveva sposato una donna di rango inferiore, che non poteva quindi diventare regina, mentre il duca dei franchi Ugo era senz'altro più adatto a ricoprire la carica di re).
Carlo I di Lorena, secondo i Flodoardi Annales era il figlio maschio quartogenito del re dei Franchi occidentali, Luigi IV d'Oltremare e di Gerberga di Sassonia, figlia terzogenita del duca di Sassonia e re dei Franchi orientali, Enrico I di Sassonia (876 – 936), come conferma il Richeri Historiæ I, e della sua seconda moglie, Matilde di Ringelheim (890-968); infatti come ci riporta il Liudprandi Antapodosis IV, Gerberga era sorella del Re di Germania, Ottone I, che, a sua volta, secondo il Widukindi Res Gestæ Saxonicæ era figlio di Enrico I e Matilde; Carlo era il fratello minore del re dei Franchi occidentali, Lotario IV, come ci confermano le Gesta Episcoporum Cameracensium.

## Biografia
Alla morte del re di Francia, Lotario IV (986), i notabili del regno elessero suo figlio Luigi V e alla morte di questi (987), secondo la Hugonis Floriacensis, Historia Francorum Senonensis, suo padre, Carlo era designato a succedere al nipote, ma il duca dei Franchi e conte di Parigi, Ugo Capeto, si ribellò; in un'assemblea convocata a Senlis per eleggere il nuovo re, l'arcivescovo di Reims Adalberone attaccò Carlo, perché al servizio di un re straniero e perché aveva sposato una donna di rango inferiore, che non poteva quindi diventare regina, mentre il duca dei franchi Ugo era senz'altro più adatto a ricoprire la carica di re. Ugo venne proclamato e incoronato re a Noyon il 3 luglio 987.
Carlo, non rinunciò ma rimase pretendente al trono, e diede quindi battaglia ad Ugo, prendendo possesso di Reims e Laon.
Ancora secondo la Hugonis Floriacensis, Historia Francorum Senonensis, Ugo aveva dovuto abbandonare l'assedio di Laon e non avendo possibilità di vincere contro Carlo, si accordò col vescovo di Laon, Adalberone, detto Ascelino, che, il Lunedì dell'Angelo del 991, fingendosi sostenitore di suo padre, Carlo, a tradimento, lo catturò e lo consegnò a Ugo Capeto; sempre la Hugonis Floriacensis, Historia Francorum Senonensis, narra che anche la moglie fu catturata con Carlo e furono tradotti a Orléans, rinchiusi in una torre dove nacquero gli ultimi due figli di Carlo, Luigi, che quivi nacque durante la prigionia dei suoi genitori, e un altro figlio, anche lui di nome Carlo; secondo la Richeri Historiæ liber IV oltre a Carlo e alla moglie, in prigionia a Orleans, cita il figlio Luigi, le figlie, Gerberga e Adelaide ed il nipote, Arnolfo.
Suo padre, Carlo morì a Orléans, tra il 991 e il 992; secondo il Sigeberti Auctarium Affligemense, nel 991 e secondo Alain Marchandisse, nel suo L'obituaire de la cathédrale Saint-Lambert de Liège (non consultato), morì il 22 giugno (X Kal Jul); secondo il Diplomata regum et imperatorumi Germaniae, tomus II, Ottonis II et III. diplomata, invece, il 6 gennaio 992, Carlo era ancora vivo in quanto viene citato dall'imperatore del Sacro Romano Impero, Ottone III, nel suo diplomata, n° 81. Ancora secondo il Sigeberti Auctarium Affligemense, nel ducato di Bassa Lorena, gli succedette il figlio primogenito, Ottone, mentre il maschio secondogenito, Luigi rimase prigioniero del vescovo Adalberone e morì dopo il 993.
Dopo la morte del padre, Carlo, mentre suo fratello maggiore, Ottone, era succeduto al padre nei domini che appartenevano al Sacro Romano Impero, Luigi, che si trovava in  Francia, succedette al padre, come pretendente al trono di Francia.
Luigi fu riconsegnato ad Adalberone, dopodiché non si hanno più notizie certe (lo storico francese, Ferdinand Lot, ha affermato che la vita di Luigi dopo il 995 è completamente sconosciuta):
- secondo alcuni, Luigi morì quando era ancora bambino, nel 995[4], oppure dopo, ma in carcere a Orleans[22]
- secondo la ricerca più recente, Luigi venne liberato, e, dal 1005 al 1012 riparò presso Guglielmo V di Aquitania nel suo palazzo a Poitiers, venendo trattato con grande rispetto in quanto considerato legittimo erede al trono francese: Luigi firmò persino un documento di Guglielmo come Lodovici filii Karoli regis. Il giovane Luigi fu poi utilizzato dall'arcivescovo di Rouen, Roberto II, nelle sue trame contro il Capetingi e per questo venne di nuovo incarcerato, e permanentemente, questo volta a Sens, dove morì.

## Discendenza
Molto probabilmente Luigi morì giovane, ma anche se riuscì ad arrivare all'età adulta, non si hanno notizie né di mogli né di discendenti.

## Albero genealogico
|                          |                          |                         | Genitori                |  |  | Nonni |  |  | Bisnonni             |  |  | Trisnonni           |  |
|                          |                          |                         |                         |  |  |       |  |  | Carlo III di Francia |  |  | Luigi II di Francia |  |
|                          |                          |                         |                         |  |  |       |  |  | Carlo III di Francia |  |  | Luigi II di Francia |  |
|                          |                          | Eadgifu d'Inghilterra   |                         |  |  |       |  |  | Carlo III di Francia |  |  |                     |  |
| Luigi IV di Francia      |                          |                         |                         |  |  |       |  |  | Carlo III di Francia |  |  |                     |  |
|                          |                          | Adelaide del Friuli     | Edoardo il Vecchio      |  |  |       |  |  |                      |  |  |                     |  |
|                          |                          | Adelaide del Friuli     | Edoardo il Vecchio      |  |  |       |  |  |                      |  |  |                     |  |
|                          |                          | Adelaide del Friuli     | Elfleda                 |  |  |       |  |  |                      |  |  |                     |  |
| Carlo I di Lorena        |                          | Adelaide del Friuli     |                         |  |  |       |  |  |                      |  |  |                     |  |
|                          |                          | Enrico I di Sassonia    | Ottone I di Sassonia    |  |  |       |  |  |                      |  |  |                     |  |
|                          |                          | Enrico I di Sassonia    | Ottone I di Sassonia    |  |  |       |  |  |                      |  |  |                     |  |
|                          |                          | Enrico I di Sassonia    | Edvige di Babenberg     |  |  |       |  |  |                      |  |  |                     |  |
| Gerberga di Sassonia     |                          | Enrico I di Sassonia    |                         |  |  |       |  |  |                      |  |  |                     |  |
|                          |                          | Matilde di Ringelheim   | Teodorico di Ringelheim |  |  |       |  |  |                      |  |  |                     |  |
|                          |                          | Matilde di Ringelheim   | Teodorico di Ringelheim |  |  |       |  |  |                      |  |  |                     |  |
|                          |                          | Matilde di Ringelheim   | Rinilde di Frisia       |  |  |       |  |  |                      |  |  |                     |  |
| Luigi della Bassa Lorena |                          | Matilde di Ringelheim   |                         |  |  |       |  |  |                      |  |  |                     |  |
|                          | Erberto II di Vermandois | Erberto I di Vermandois |                         |  |  |       |  |  |                      |  |  |                     |  |
|                          | Erberto II di Vermandois | Erberto I di Vermandois |                         |  |  |       |  |  |                      |  |  |                     |  |
|                          | Erberto II di Vermandois | Liutgarda de Morvois    |                         |  |  |       |  |  |                      |  |  |                     |  |
| Roberto di Vermandois    | Erberto II di Vermandois |                         |                         |  |  |       |  |  |                      |  |  |                     |  |
|                          |                          | Adele                   | Roberto I di Francia    |  |  |       |  |  |                      |  |  |                     |  |
|                          |                          | Adele                   | Roberto I di Francia    |  |  |       |  |  |                      |  |  |                     |  |
|                          |                          | Adele                   | Adele del Maine         |  |  |       |  |  |                      |  |  |                     |  |
| Adelaide di Troyes       |                          | Adele                   |                         |  |  |       |  |  |                      |  |  |                     |  |
|                          |                          | Gilberto di Borgogna    | Manasse di Châlon       |  |  |       |  |  |                      |  |  |                     |  |
|                          |                          | Gilberto di Borgogna    | Manasse di Châlon       |  |  |       |  |  |                      |  |  |                     |  |
|                          |                          | Gilberto di Borgogna    | Ermengarda di Provenza  |  |  |       |  |  |                      |  |  |                     |  |
| Adelaide di Châlon       |                          | Gilberto di Borgogna    |                         |  |  |       |  |  |                      |  |  |                     |  |
|                          |                          | Ermengarda di Autun     | Riccardo di Borgogna    |  |  |       |  |  |                      |  |  |                     |  |
|                          |                          | Ermengarda di Autun     | Riccardo di Borgogna    |  |  |       |  |  |                      |  |  |                     |  |
|                          |                          | Ermengarda di Autun     | Adelaide di Auxerre     |  |  |       |  |  |                      |  |  |                     |  |
|                          |                          | Ermengarda di Autun     |                         |  |  |       |  |  |                      |  |  |                     |  |

### Fonti primarie
- (LA)  Monumenta Germaniae Historica, Scriptores, tomus III.
- (LA)  Monumenta Germaniae Historica, Scriptores, tomus VI.
- (LA)  Monumenta Germaniae Historica, Scriptores, tomus IX.
- (LA)  Monumenta Germaniae Historica, Scriptores, tomus VII.
- (LA)  Monumenta Germaniae Historica, Diplomata regum et imperatorumi Germaniae, tomus II, Ottonis II et III. diplomata.
- (LA)  Recueil des historiens des Gaules et de la France. Tome 9.

### Letteratura storiografica
- Louis Halphen, Francia: gli ultimi Carolingi e l'ascesa di Ugo Capeto (888-987), in «Storia del mondo medievale», vol. II, 1979, pp. 636–661
- Louis Halphen, La Francia nell'XI secolo, in «Storia del mondo medievale», vol. II, 1979, pp. 770–806
- Austin Lane Poole,  Ottone II e Ottone III, in «Storia del mondo medievale», vol. IV, 1979, pp. 112–125